# Показник Барнетта-Морса
Показник Барнетта-Морса англ. Barnett-Morse measure — розроблений в 1963 р. метод оцінки питомих витрат на видобуток  природного ресурсу, заснований на витратах капіталу та  робочої сили як основних чинників при видобутку  корисних копалин.

## Ресурси Інтернету
- Еколого-економічний словник  [Архівовано 27 червня 2013 у Wayback Machine.]
- Економічна цінність природи  [Архівовано 27 вересня 2013 у Wayback Machine.]
- Концепция общей экономической ценности природных благ  [Архівовано 26 березня 2014 у Wayback Machine.]
- Традиционные и косвенные методы оценки природных ресурсов

- The Measurement of Change in Natural Resource Economic Scarcity  [Архівовано 2 листопада 2013 у Wayback Machine.]